# Kathedrale von Manchester

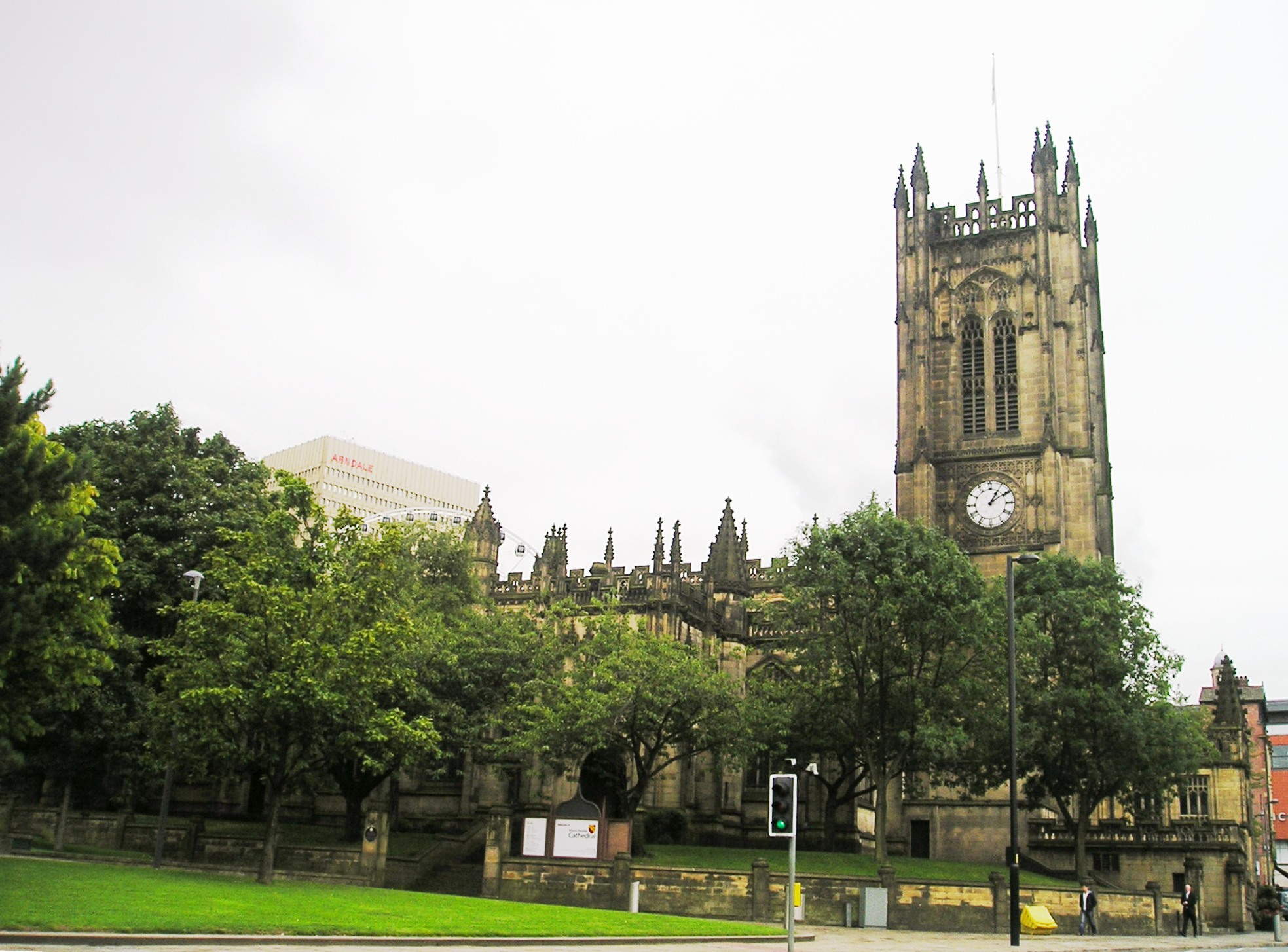
Kathedrale mit westlich vorgebautem Turm

Die Kathedrale von Manchester ist die Domkirche der Diözese Manchester in der Church of England. Sie trägt das Patrozinium der hl. Maria, des hl. Dionysius  und des hl. Georg.

## Geschichte

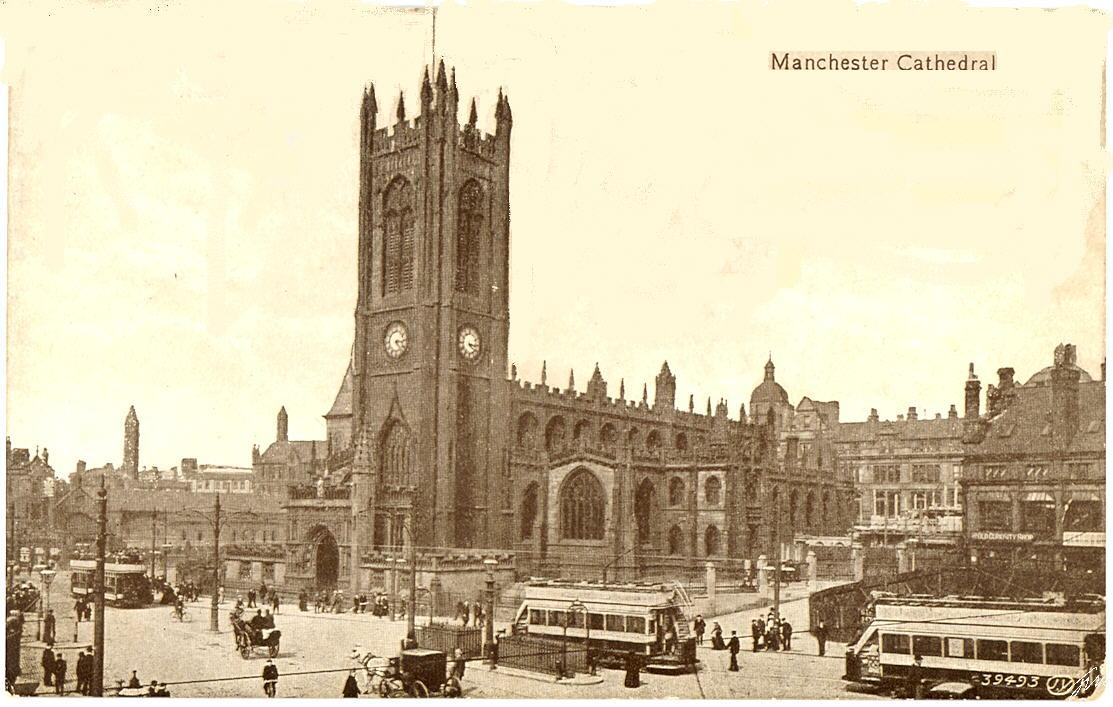
Kathedrale 1903

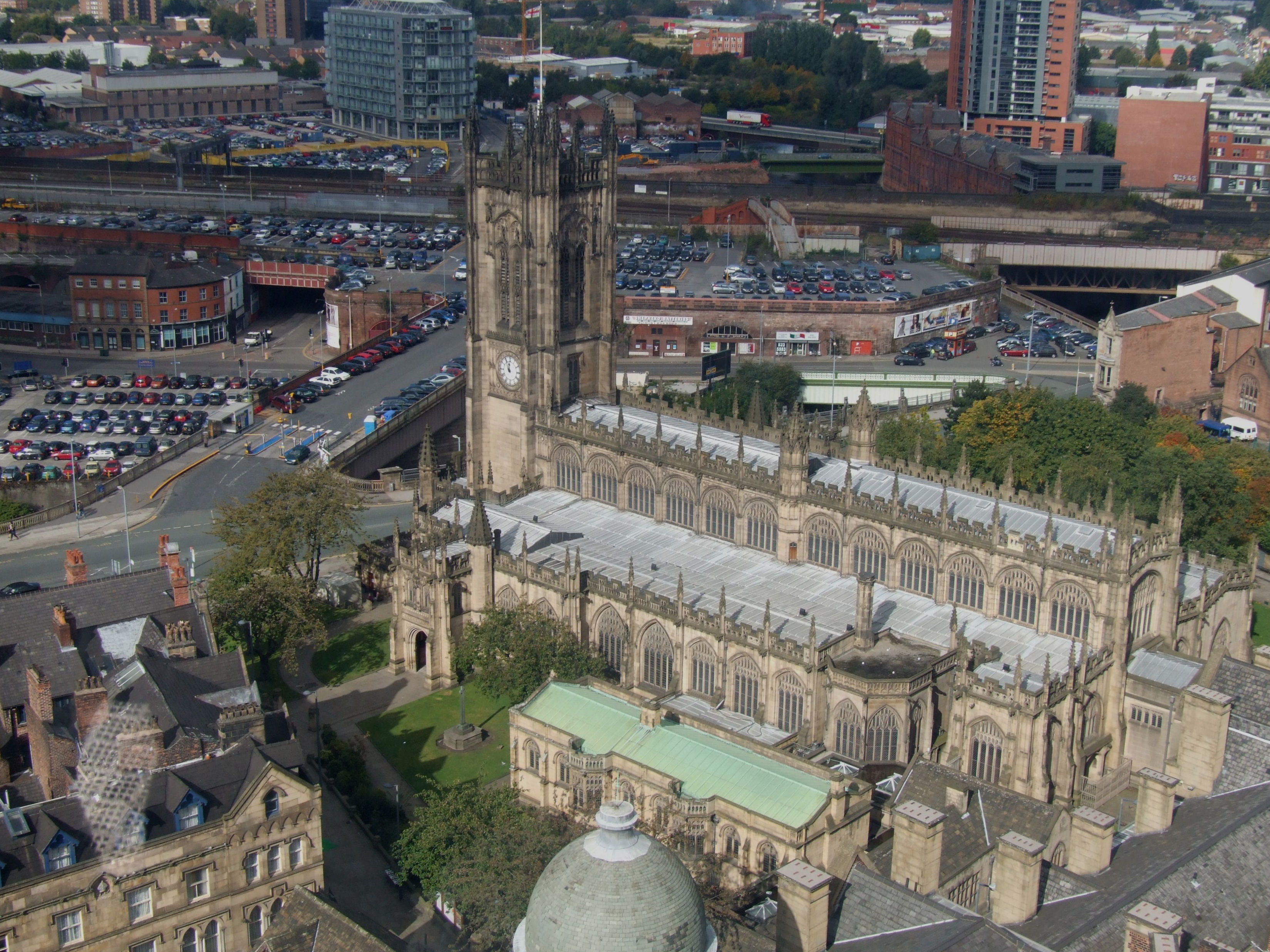
Kathedrale aus der Luftsicht

An der Stelle der heutigen Kathedrale gab es wahrscheinlich schon im 8. Jahrhundert eine Kirche. Der Nachfolgebau stand bis ins frühe 15. Jahrhundert. Die jetzige Kirche entstand 1421 bis 1506 als Stiftskirche eines Priesterkollegs; das Hauptschiff wurde von 1465 bis 1481 errichtet. Im 16. Jahrhundert wurde der Sakralbau im Zuge der Reformation zur anglikanischen Pfarrkirche von Manchester.
Als sich im 19. Jahrhundert Manchester durch die industrielle Revolution rapide vergrößerte, wurde die Kirche 1847 zur Kathedrale der neuen Diözese Manchester erhoben. Seither gab es so gut wie keine Umbauten im Innern, nur Reparatur- und Restaurierungsarbeiten. Hierzu gehörte, dass der 1864 wegen Baufälligkeit abgetragene Turm 1868 in gleicher Form, aber etwas höher wiederaufgebaut wurde. Im Dezember 1940 zerstörten deutsche Bomben den Großteil des Nordostens der Kathedrale; die Restaurierung erfolgte 1941 bis 1960.
2007 entschuldigte sich der Elektronikkonzern Sony für die Verwendung der Kathedrale als virtuelle Kulisse für blutige Kämpfe in dem Action-Computerspiel Resistance: Fall of Man.

## Baubeschreibung

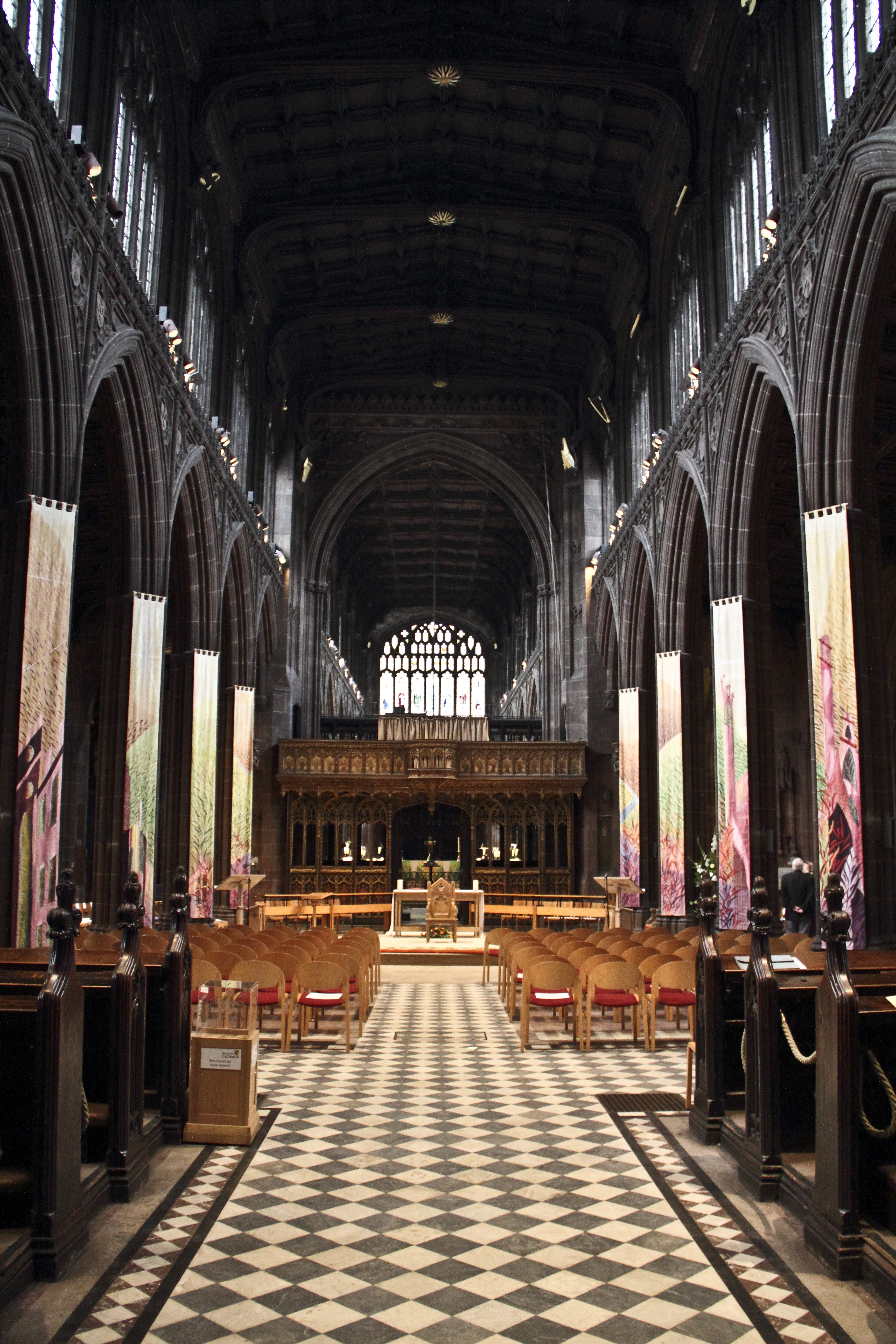
Blick durch die Kathedrale zum Chorraum

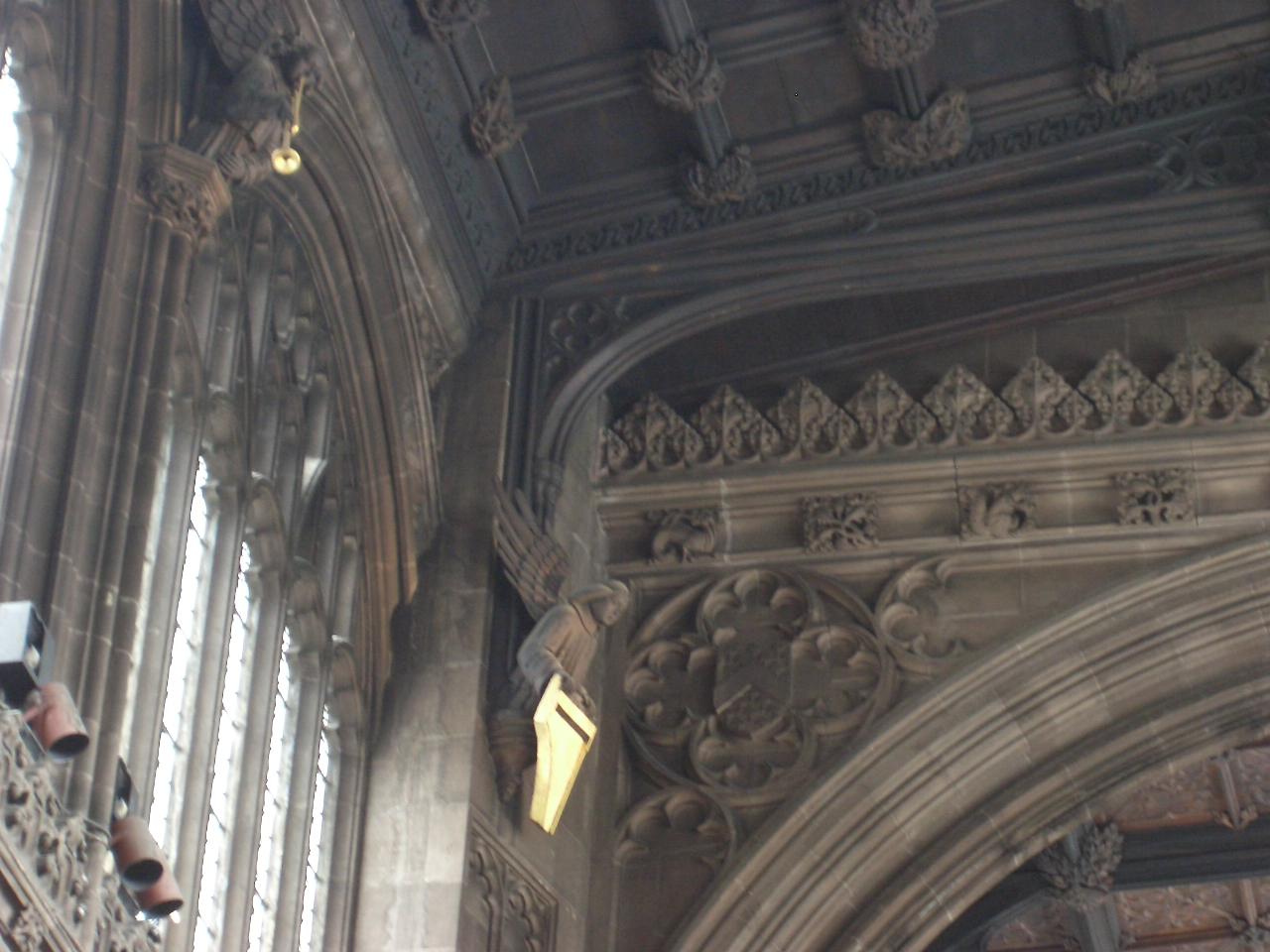
Detail: Steinmetzarbeiten

Die Kathedrale ist vorwiegend im spätgotischen Perpendikularstil erbaut. Im Turm, der der Kirche im Westen vorgebaut ist, findet man ein Fächergewölbe. Das Flachdach des Hauptschiffes wird von sieben Querbalken getragen, an denen aus Holz geschnitzte musizierende Engel (mit Musikinstrumenten des 15. Jahrhunderts) angebracht sind.
Das „Chapter house“, das Kapitelhaus, entstand im 15. Jahrhundert an der Südseite des Chores als Oktogonbau. Im frühen 16. Jahrhundert wurde zwischen dem Kapitelhaus und dem östlichen Abschluss des südlichen Seitenschiffes die „Jesus Chapel“, die Jesus-Kapelle von der Familie Bexwicke errichtet.
Im Norden des Chores, der etwa die Hälfte der Gesamtlänge der Kathedrale einnimmt, wurde 1513 die St. John’s Chapel, die Kapelle des hl. Johannes des Täufers, zur Danksagung des Sieges der Engländer über die Schotten als Regimentskapelle erbaut. Seit 1936 Kapelle des Manchester-Regiments, wurde sie 1940 schwer beschädigt und daraufhin wiederhergestellt.
Den Chorabschluss bildet die Lady Chapel (Marienkapelle); sie wurde ebenfalls beim Bombenangriff 1940 zerstört und danach wiederaufgebaut.
1891 wurde ein Eingang an der westlichen Langhaus-Südwand geschaffen. Der Eingang zur Kathedrale im westlichen Bereich der Langhaus-Nordwand, die „Victoria porch“, wurde 1897 durch den Architekten Basil Champneys errichtet.

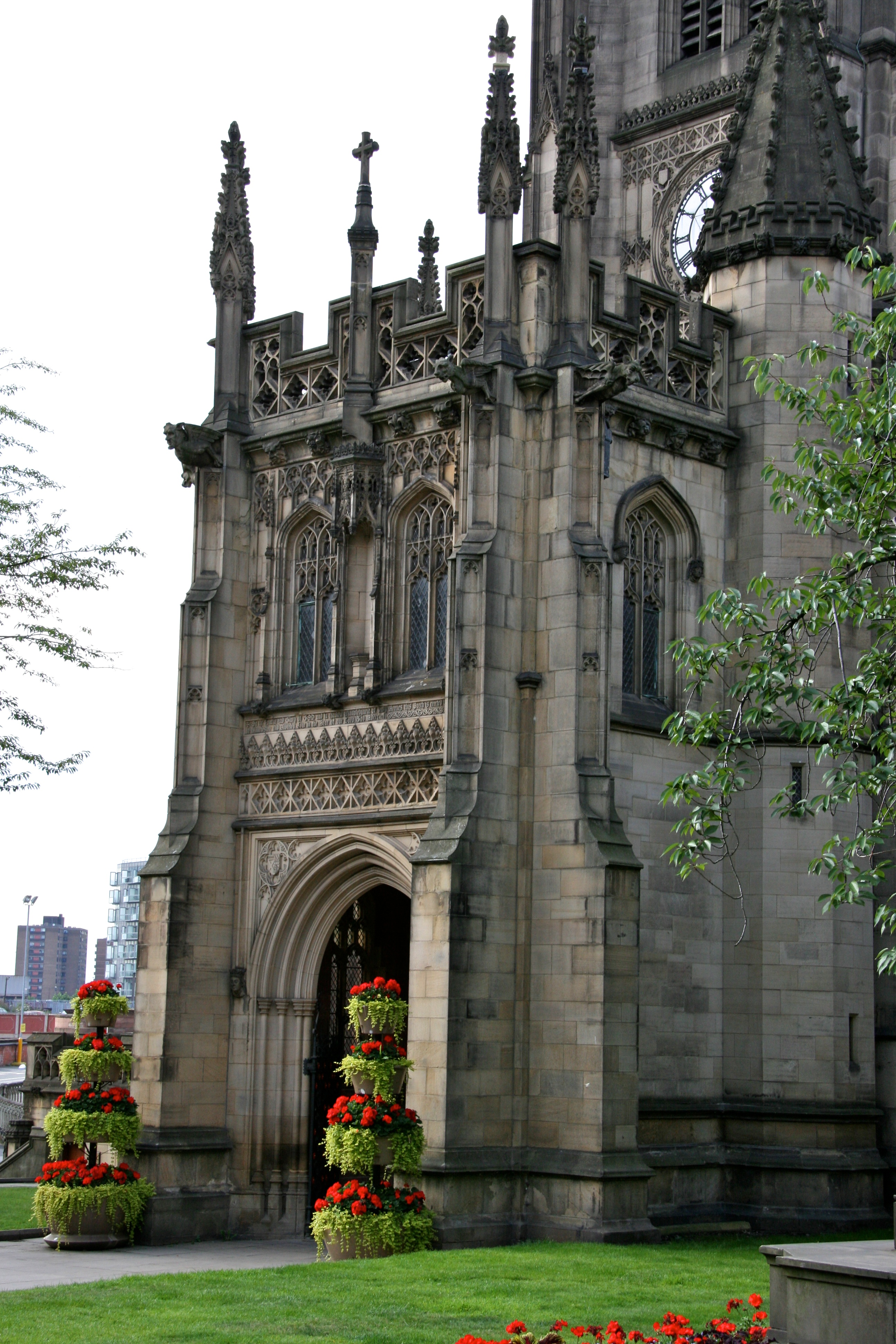
Vorbau
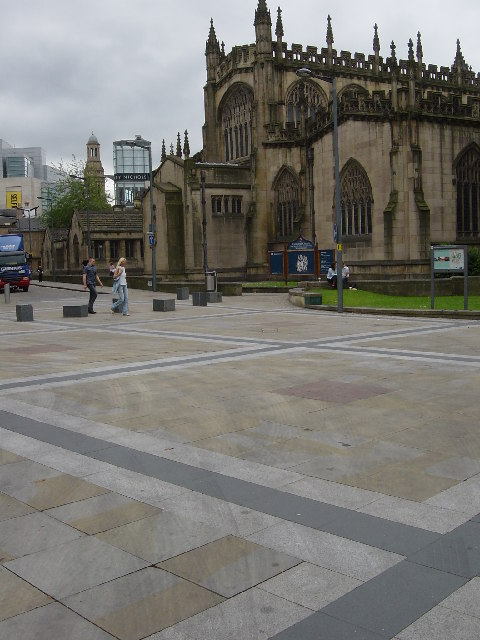
Außenansicht Chorraum
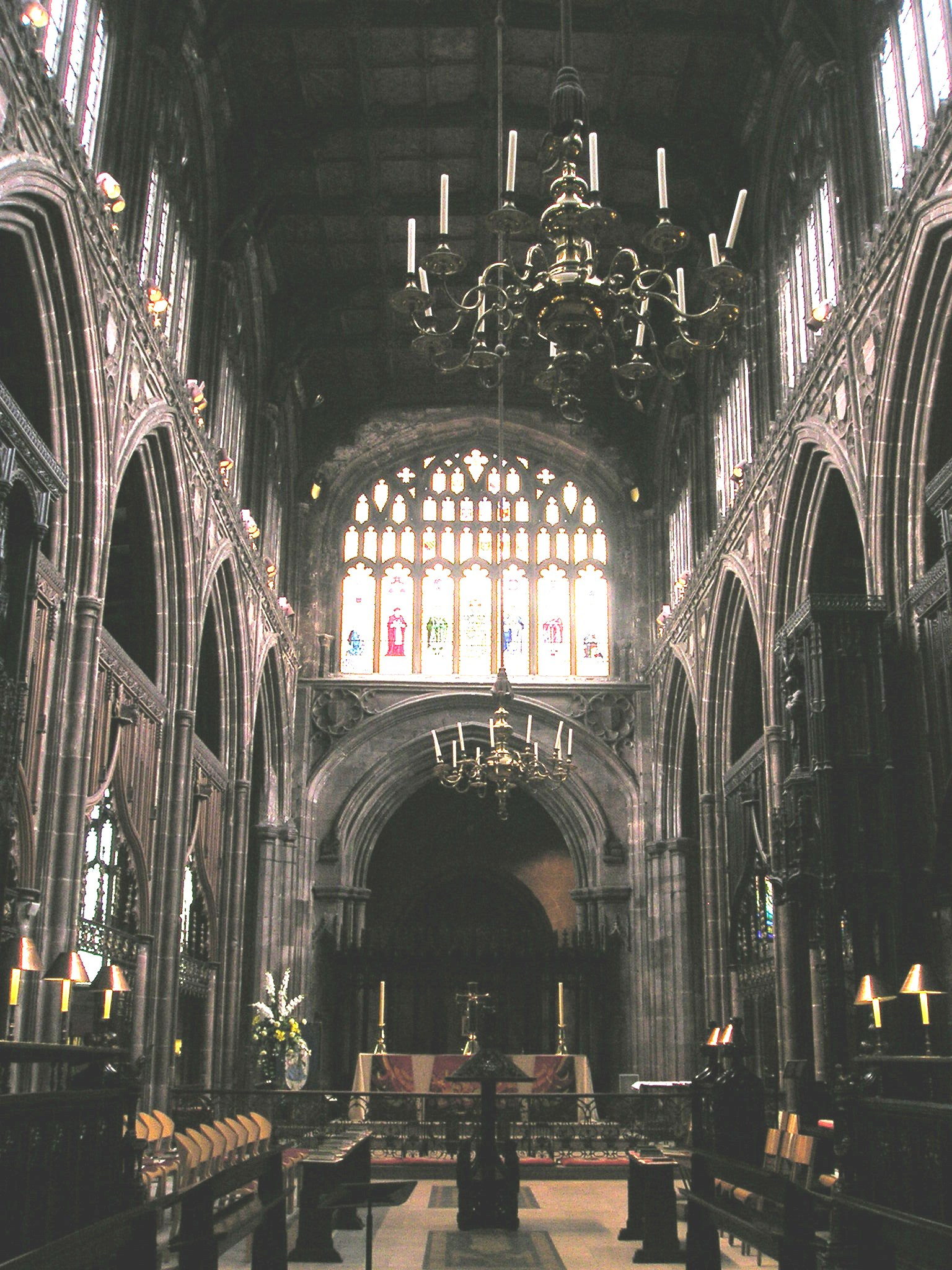
Chorraum
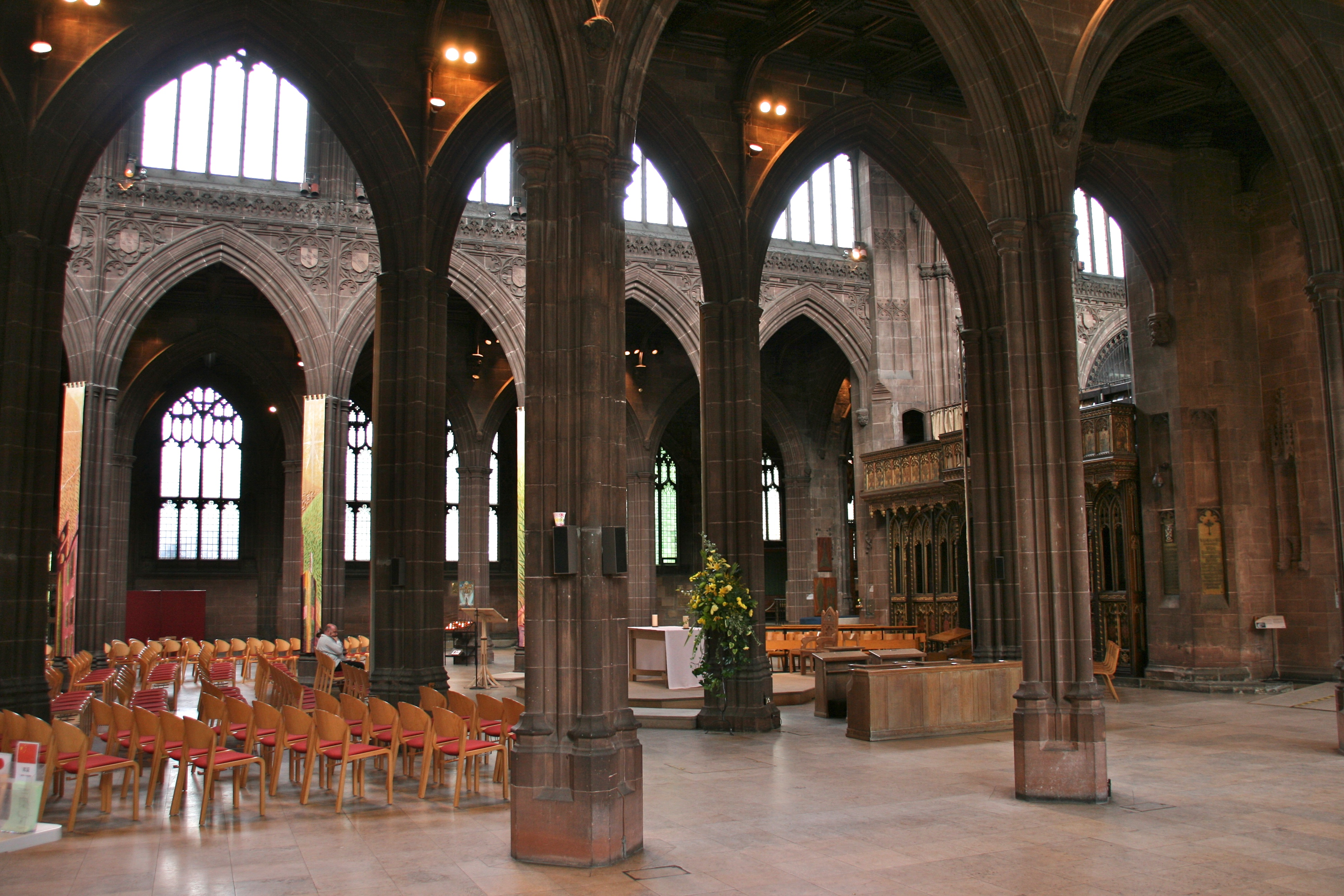
Blick aus dem Seitenschiff
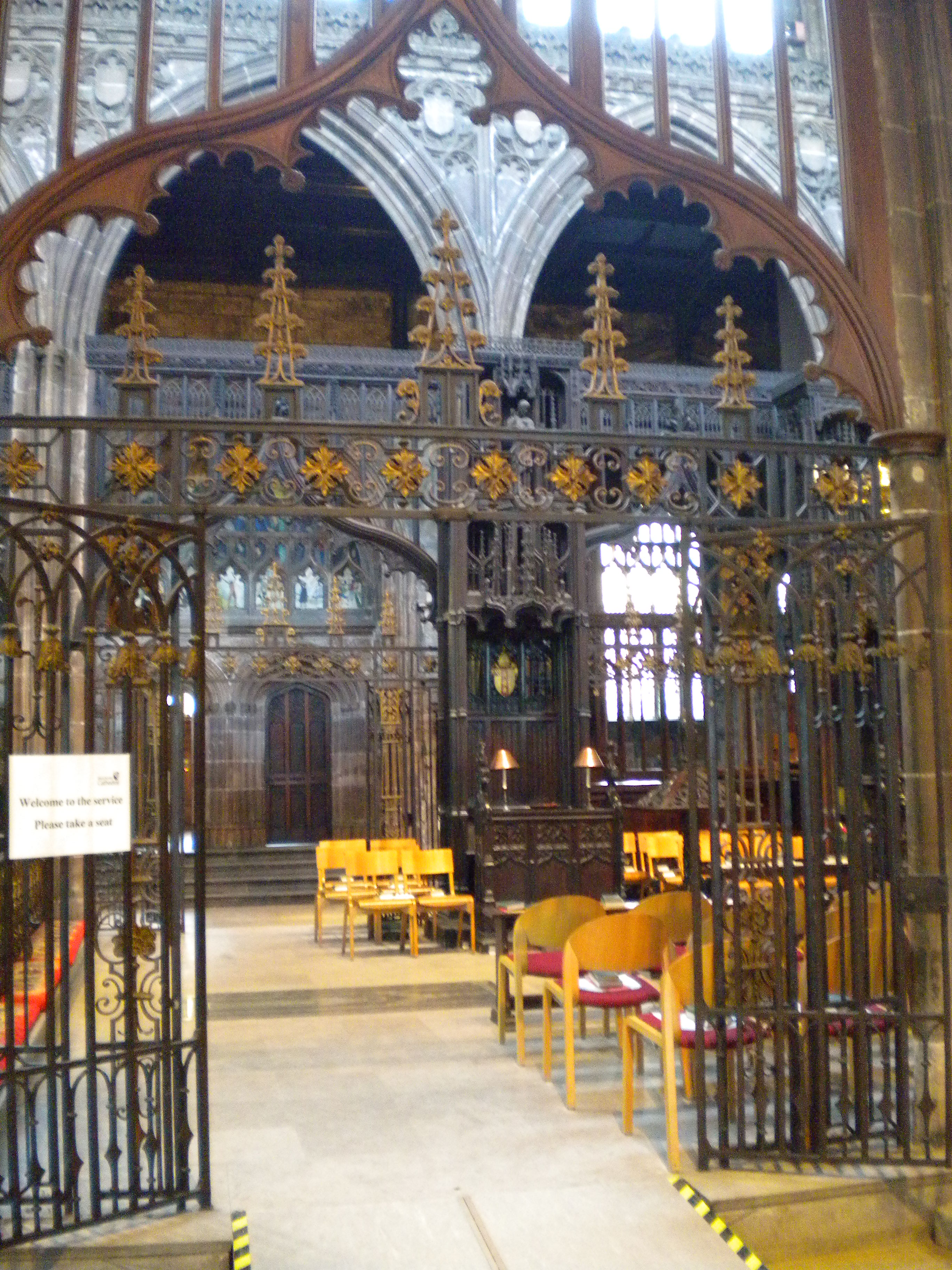
Detail: Chorraum
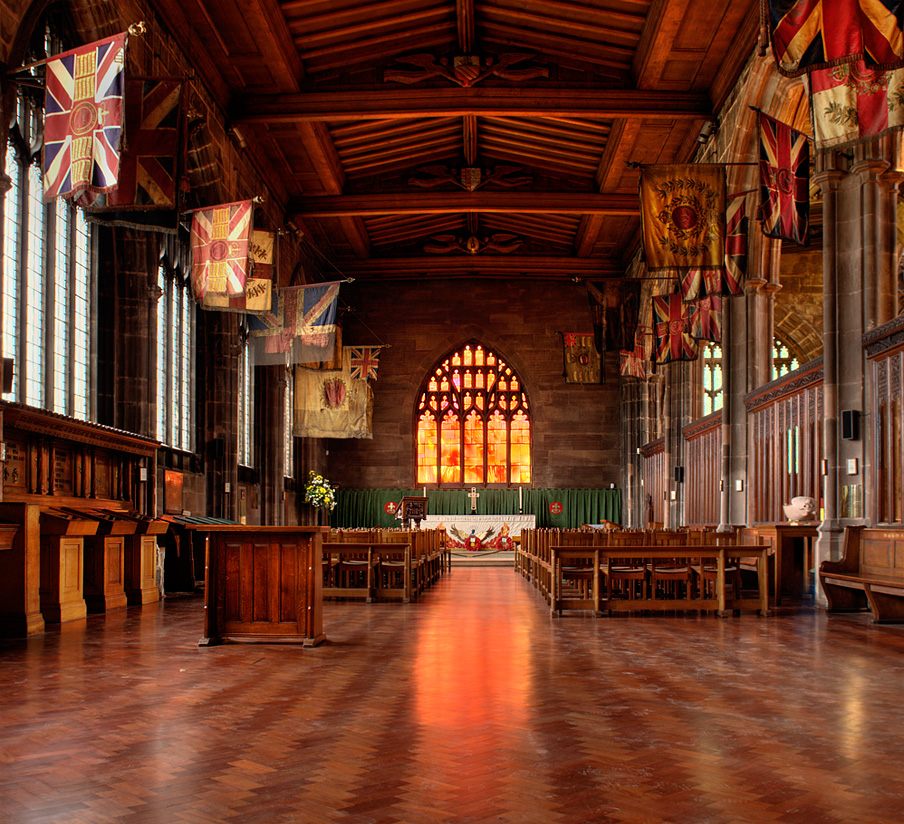
Blick in die Regiment Chapel

## Ausstattung

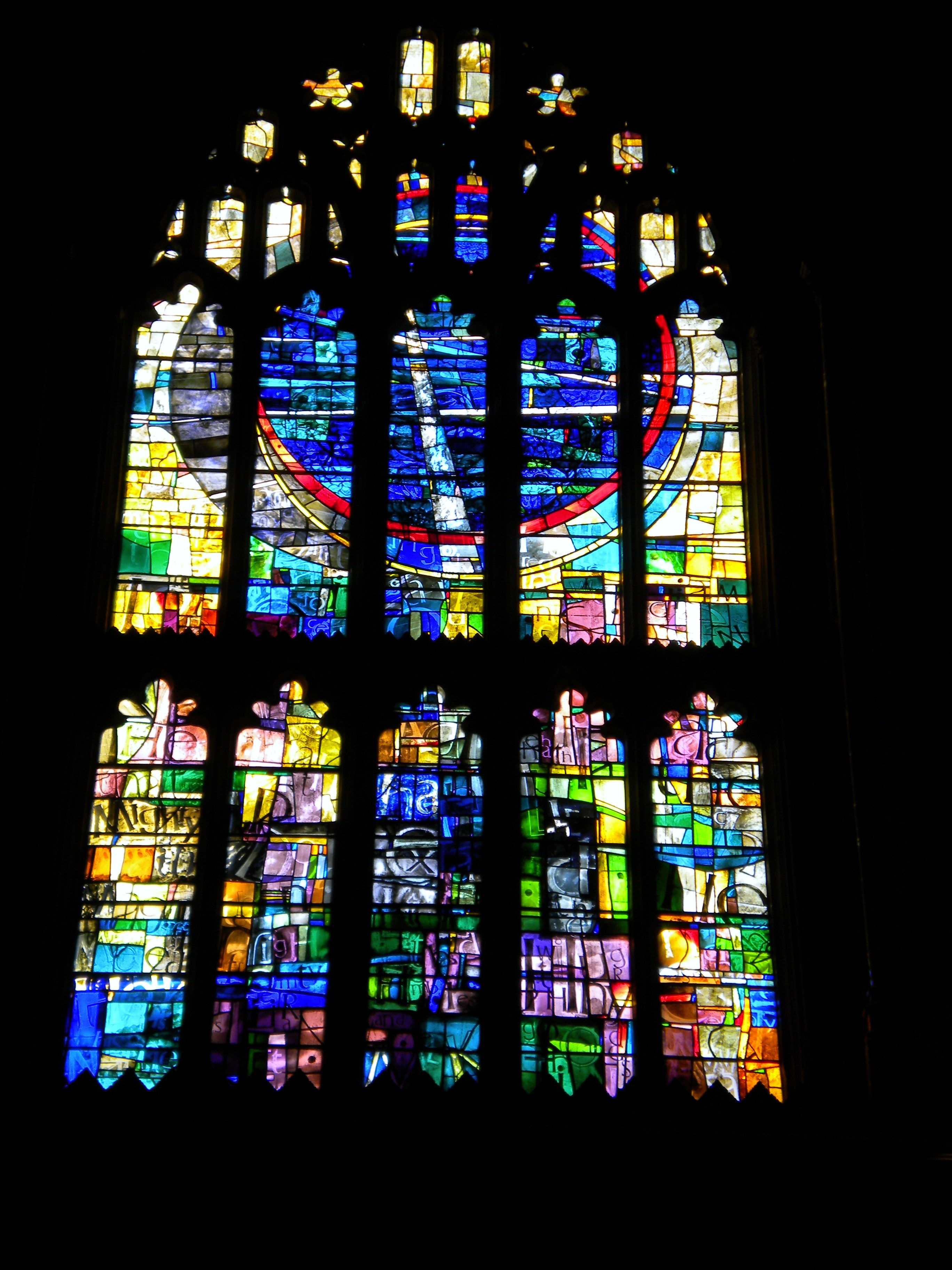
Neugestaltete Fenster

- Die 1940 zerstörten Glasfenster im Westen wurden von Anthony Hollaway neu gestaltet: 1973 schuf er das Georgfenster rechts neben dem Westeingang, 1976 das Denysfenster links neben dem Westeingang, 1980 das Marienfenster an der Westseite des Turmes, 1991 das Schöpfungsfenster und 1995 das Offenbarungsfenster, beide ebenfalls im Westen der Kirche.
- Die „Chetham-Statue“ stammt von 1853; im 17. Jahrhundert gründete Humphrey Chetham eine Knabenschule im 200 m entfernten ehemaligen Priesterkolleg (heute Musikschule für die Chormädchen und -knaben).
- Der Lettner ist ein Zeugnis mittelalterlicher Schnitzkunst.
- Links vom Lettner erinnert der „Engelstein“ (ein kleiner Stein mit der Reliefdarstellung eines Engels) an die angelsächsische Vorgängerkirche (7./8. Jahrhundert).
- Im Chor findet man ein spätgotisches Chorgestühl mit den in England häufig anzutreffenden Miserikordien, das sind geschnitzte Darstellungen unterhalb der Klappstühle, die Gestalten und Szenen des mittelalterlichen Alltags und der damaligen Phantasiewelt wiedergeben. Sie stammen aus dem frühen 16. Jahrhundert.
- Im Fußboden des Chorraumes sind Grabtafeln aus Messing, die „brasses“ eingelassen.
- Die mittelalterliche hölzerne Trennwand zur Lady Chapel (von 1440) ist 1940 nahezu unversehrt geblieben.
- Die „Fraser Chapel“ an der Südostecke des Chores erinnert an den zweiten Bischof von Manchester, James Fraser (1870–1885), der hier in einem Hochgrab bestattet liegt. In der Kapelle sind moderne Kunstwerke aufgestellt.
- Das Kapitelhaus zeigt Wandgemälde des 20. Jahrhunderts, unter anderem einen modern gekleideten Christus.

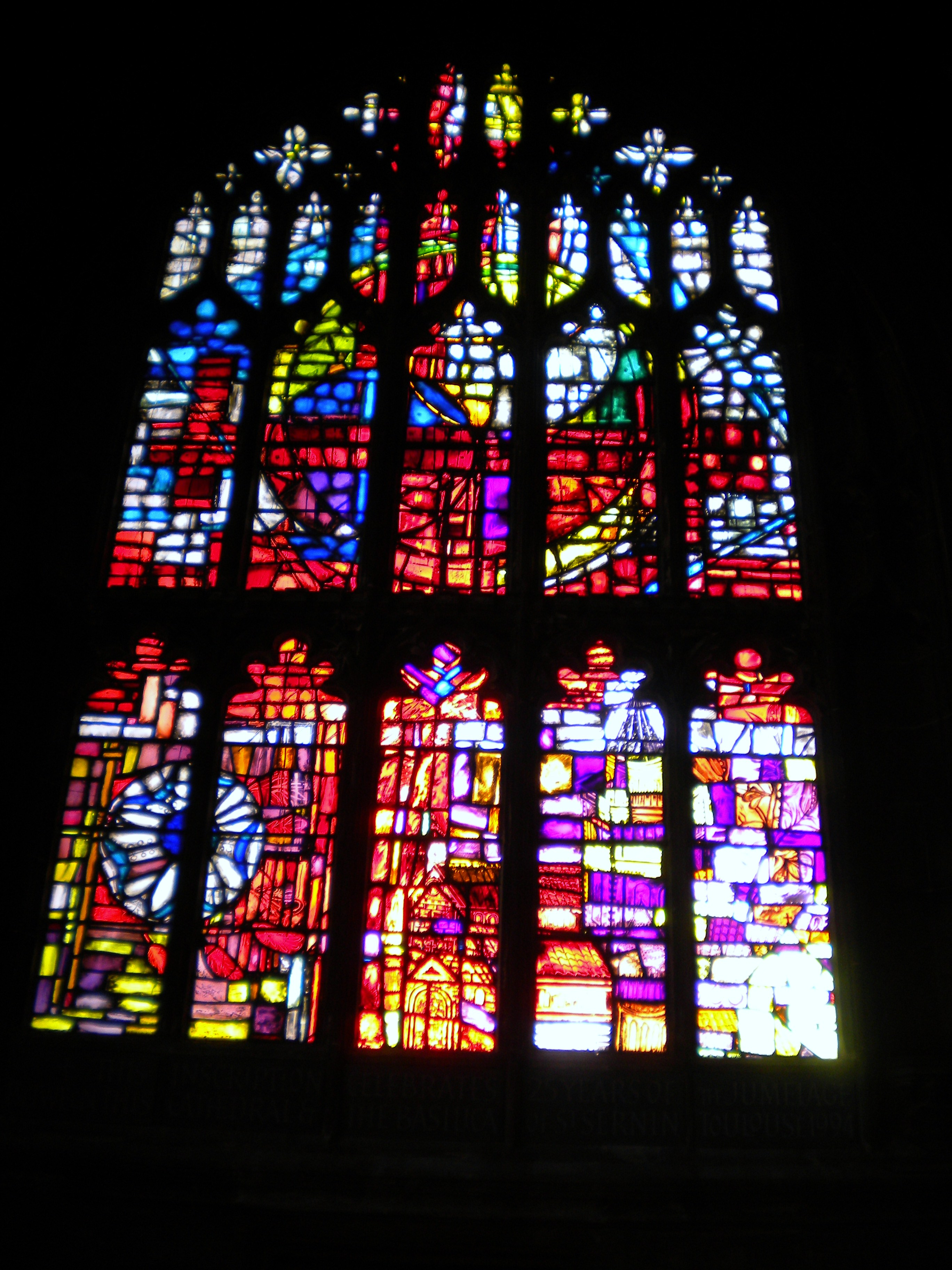
Fenster
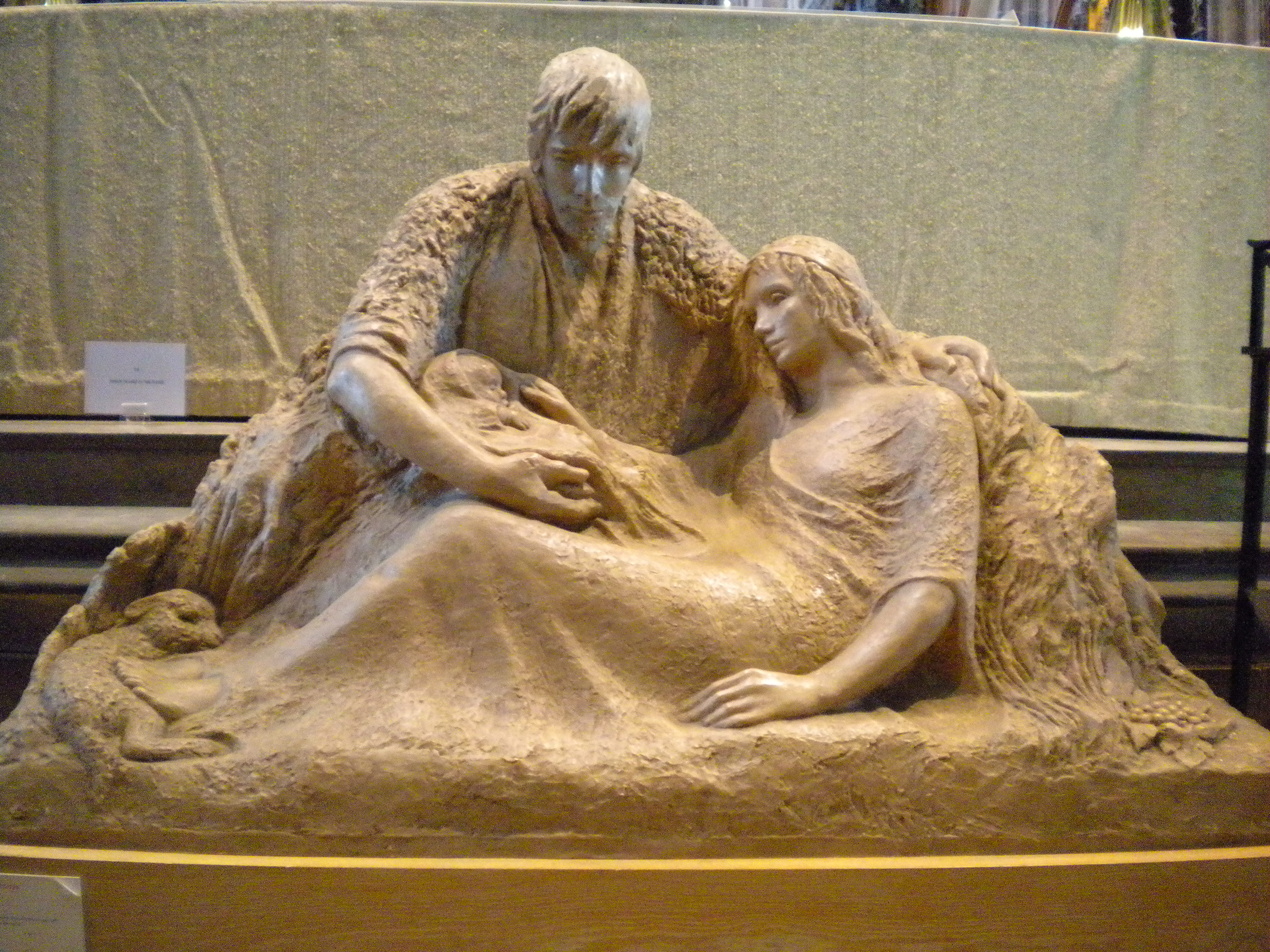
Skulpturengruppe
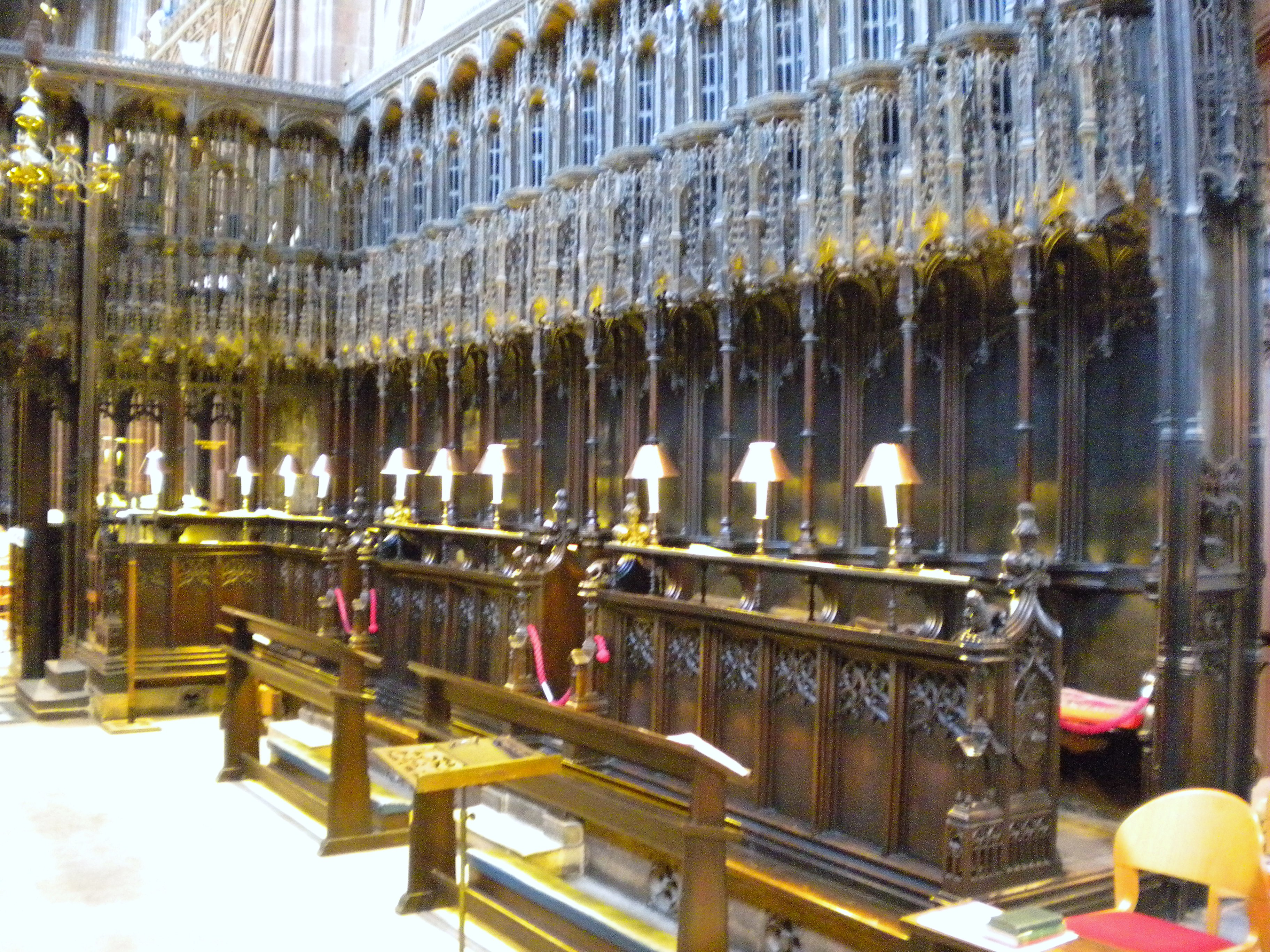
Chorgestühl

### Orgel
Die Orgel wurde 1952 bis 1957 von den Orgelbauern Harrison & Harrison (Durham) erbaut, als Ersatz für ein Instrument, das 1871 von den Orgelbauern Hill & Son erbaut wurde, und 1940 bei einer Bombardierung zerstört wurde. In dem heutigen Instrument ist allerdings noch Pfeifenmaterial aus dem Vorgängerinstrument eingebaut. Im Laufe der Zeit wurde das Instrument mehrfach umgebaut und um einige Hochdruck-Register ergänzt. Die Orgel hat heute 89 Register auf vier Manualen und Pedal. Das Pedal ist unterteilt; die Register sind teilweise schwellbar. Die Spiel- und Registertrakturen sind elektropneumatisch. Derzeit gibt es Pläne, in dem historischen Orgelgehäuse der Chancel Organ aus dem 15. Jahrhundert ein neues Instrument zu bauen.
| I Choir C–c4       |        |
| Cantabile Diapason | 8′     |
| Stopped Flute      | 8      |
| Gemshorn           | 4′     |
| Flauto Amabile     | 4′     |
| Twelfth            | 2 ⁄3′  |
| Fifteenth          | 2′     |
| Tierce             | 1 3⁄5′ |
| Twenty Second      | 1′     |
| Clarinet           | 8′     |
| Tremulant          |        |
| Contra Posaune     | 16′    |
| Posaune            | 8′     |
| Octave Posaune     | 4′     |
| Orchestral Tuba    | 8′     |

| II Great C–c4     |        |
| Contra Salicional | 16′    |
| Diapason I        | 8′     |
| Diapason II       | 8′     |
| Clarabella        | 8′     |
| Principal         | 4′     |
| Salicet           | 4′     |
| Wald Flöte        | 4′     |
| Twelfth           | 2 ⁄3′  |
| Fifteenth         | 2′     |
| Seventeenth       | 1 3⁄5′ |
| Fourniture III-IV |        |
| Contra Posaune    | 16′    |
| Posaune           | 8′     |
| Octave Posaune    | 4′     |
| French Horn       | 8′     |
| Orchestral Tuba   | 8′     |

| III Swell C–c4   |       |
| Contra Dulciana  | 16′   |
| Diapason         | 8′    |
| Echo Salicional  | 8′    |
| Dulciana         | 8′    |
| Voix Célestes    | 8′    |
| Lieblich Gedeckt | 8′    |
| Principal        | 4′    |
| Saube Flute      | 4′    |
| Fifteenth        | 2′    |
| Larigot          | 1 ⁄3′ |
| Sesquialtera II  |       |
| Mixture IV       |       |
| Contra Hautboy   | 16′   |
| Hautboy          | 8′    |
| Tremulant        |       |
| Double Trumpet   | 16    |
| Trumpet          | 8′    |
| Clarion          | 4′    |
| French Horn      | 8′    |

| IV Solo C–c4      |       |
| Contra Viole      | 16′   |
| Viole d’Orchestre | 8′    |
| Viole Céleste     | 8′    |
| Viole Octaviante  | 8′    |
| Cymbel III        |       |
| Spitzflöte        | 8′    |
| Flûte Harmonique  | 4′    |
| Nazard            | 2 ⁄3′ |
| Blockflute        | 2′    |
| Flageolet         | 1′    |
| Orchestral Oboe   | 8′    |
| Vox Humana        | 8′    |
| Tremulant         |       |
| French Horn       | 8′    |
| Orchestral Tuba   | 8′    |

| Pedal C–g1       |     |
| nicht schwellbar |     |
| Double Open Wood | 32′ |
| Open Wood        | 16′ |
| Open Metal       | 16′ |
| Bourdon          | 16′ |
| Salicional       | 16′ |
| Octave Wood      | 8′  |
| Octave Metal     | 8′  |
| Principal        | 8′  |
| Bass Flute       | 8′  |
| Salicet          | 8′  |

| (Fortsetzung)     |        |
| Octave Quint      | 5 1⁄3′ |
| Super Octave      | 4′     |
| Fifteenth         | 4′     |
| Flute             | 4′     |
| Mixture III       |        |
| Scharf IV         |        |
| Double Ophicleide | 32′    |
| Ophicleide        | 16′    |
| Clarion           | 8′     |

| (Fortsetzung)      |     |
| schwellbar         |     |
| Viole              | 16′ |
| Dulciana           | 16′ |
| Dulciana Principal | 8′  |
| Posaune            | 16′ |
| Hautboy            | 16′ |
| Octave Hautboy     | 8′  |
| French Horn        | 8′  |
| Orchestral Tuba    | 8′  |
| Orchestral Clarion | 4′  |